# Веджулешть
Веджулешть, Веджулешті (рум. Văgiulești) — село у повіті Горж в Румунії. Адміністративний центр комуни Веджулешть.
Село розташоване на відстані 240 км на захід від Бухареста, 39 км на південь від Тиргу-Жіу, 71 км на північний захід від Крайови.

## Населення
За даними перепису населення 2002 року у селі проживали 886 осіб, усі — румуни. Усі жителі села рідною мовою назвали румунську.